# نووس کومدونیکوس
نووس کومدونیکوس به انگلیسی: Nevus comedonicus که به خال کومدو هم شناخته می‌شود) با پاپول‌های نزدیک به هم و گروهی، اغلب به صورت خطی و کمی برآمده مشخص می‌شود که در مرکز خود پلاگ‌های کراتینه‌ای شبیه کومدون‌ها دارند.